# Laura-Mary Carter
Laura-Mary Carter (ur. 4 stycznia 1987) – brytyjska wokalistka, gitarzystka i autorka tekstów piosenek, od 2004 roku członkini zespołu rockowego Blood Red Shoes.

## Życiorys

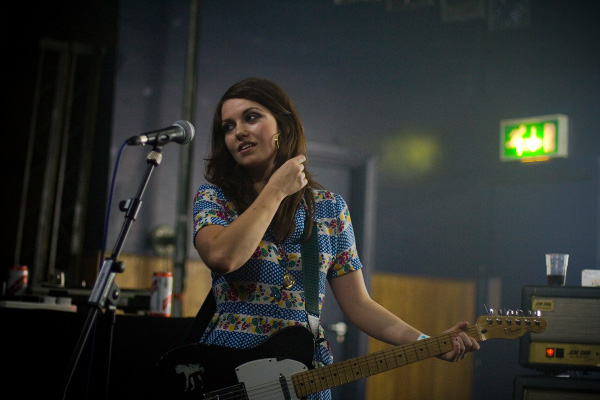
Laura-Mary Carter (2007)

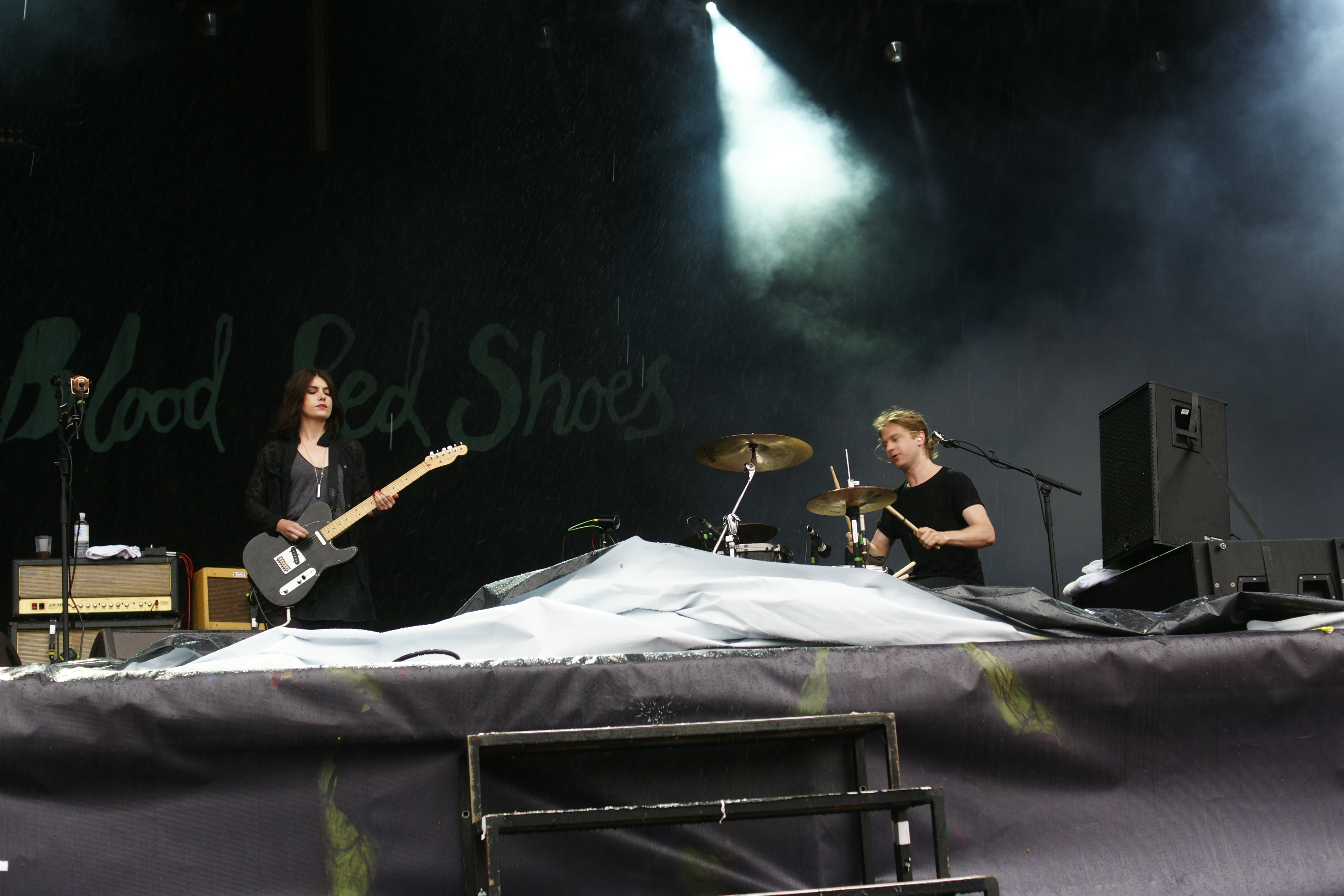
Laura-Mary Carter wraz ze Stevenem Ansellem w zespole Blood Red Shoes na festiwalu Deichbrand 2015

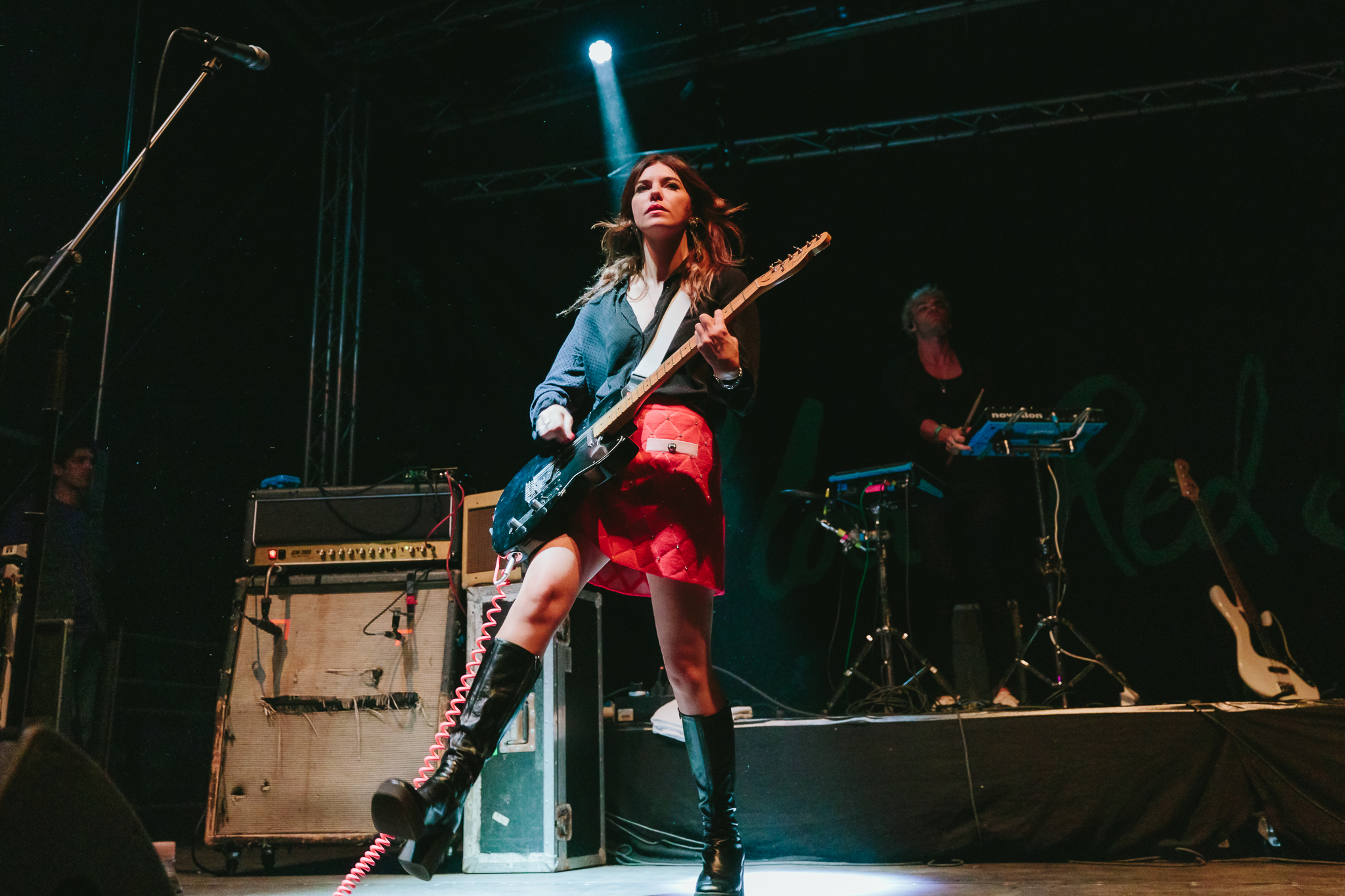
Laura-Mary Carter w zespole Blood Red Shoes podczas festiwalu Rocken am Brocken 2022

Pochodzi z rodziny o irlandzkich korzeniach. Była jedną z trójki rodzeństwa, która urodziła się już na terenie Wielkiej Brytanii 4 stycznia 1987 roku (bądź 18 września tego samego roku). Dorastała w Londynie i chodziła do szkoły artystycznej, studiując ilustrację.
Będąc nastolatką pożyczała gitary od przyjaciół, aby nauczyć się grać i rozwijać swoje brzmienie, a pierwszy własny instrument, Fender American Standard Telecaster, kupiła w Nowym Jorku po podpisaniu kontraktu w 2007 roku.
Po rozpadzie zespołu Lady Muck, pod koniec 2004 roku spotkał ją perkusista Steven Ansell, z którym w Brighton utworzyła zespół rocka alternatywnego Blood Red Shoes. Muzyka poznała około 2002–2003 roku w squacie w Londynie w dzielnicy Brixton, gdzie grał w swoim ówczesnym zespole Cat on Form. W ciągu dwóch lat stali się przyjaciółmi. W 2008 roku wydali swój pierwszy studyjny album studyjny, Box of Secrets, wyprodukowany przez Mike'a Crosseya. W kolejnych latach opublikowali: w 2010 roku Fire like This, w 2012 roku In Time to Voices i w 2014 roku Blood Red Shoes. W 2014 roku z zespołem założyła wytwórnię muzyczną Jazz Life. 
Po przerwie od działalności w zespole Blood Red Shoes przeprowadziła się do Los Angeles. Pojechała tam na początku 2015 roku, o czym wspominała w wywiadzie: „Na początku 2015 roku nie mieliśmy już zarezerwowanych koncertów, a ja zmagałam się z pewnymi problemami osobistymi, więc pojechałam do Los Angeles, żeby przeżyć przygodę, podczas której odkryłam, że mam inny głos i wszystkie te piosenki po prostu wychodziły bardzo łatwo”.
W 2017 roku wspólnie z przyjaciółką Natalie Chahal z zespołu Natalie Bang Bang  zainicjowały w Los Angeles projekt pod nazwą Shit Girlfriend. Na początku tego samego roku duet wydał utwór „Mummy's Boy”, a w maju „I Don't Wanna Die”. Obydwie piosenki stały się częścią podwójnego singla „Mummy's Boy / I Don't Wanna Die”, wydanego 19 maja nakładem PNKSLM Recordings. Wróciły wspólnie w 2019 roku, wydając singiel „Dress Like Cher” na 7-calowym winylu w ramach Record Store Day 13 kwietnia 2019 roku.
W czasie lockdownu spowodowanego pandemią COVID-19, wspólnie z Carré Callaway rozpoczęła transmisję swojego podcastu Never Meet Your Idols, który był publikowany w dwóch sezonach w latach 2020–2021. Każdy odcinek zawierał wywiady z muzykami i artystami, którym słuchacze mogli zadawać pytania.
W wywiadzie dla MusicRadar z 2021 roku jako inspirację podsiała zespół Pixies oraz Elliota Smitha, Nirvanę, Hole i Babes In Toyland. Ponadto w wywiadzie z 2019 roku powiedziała, że podobnie jak Ansell uwielbiała Sonic Youth, Blonde Redhead i PJ Harvey.
W 2021 roku zadebiutowała solowo, zakładając zespół złożony z perkusisty Seba Rochforda, basisty Jacka Flanagana i gitarzysty Patricka Waldena. W połowie października 2021 roku zapowiedziała swój solowy minialbum Town Called Nothing, publikując jednocześnie tytułową piosenkę, która została nagrana w ciągu jednego dnia w londyńskim RAK Studios. Drugi utwór, „Ceremony”, został wydany 9 listopada, a towarzyszyła mu transmisja na żywo nagrana przez Lewisa Knaggsa. Carter o tym utworze mówiła: „Ta piosenka opowiada o mojej karierze. O byciu dłużnikiem kogoś i próbie uwolnienia się. O poczuciu braku wyboru i konieczności tworzenia muzyki, ponieważ taka właśnie jestem, ale czasami wiąże się to z ceną lub ogromnymi poświęceniami. O pogodzeniu się z wyborami i decyzjami, które podejmowałam przez lata, i pójściu naprzód”. Ostatnią zapowiedzią minialbumu był utwór „Blue's Not My Colour”, wydany pod koniec listopada tego samego roku.
Minialbum Town Called Nothing miał swoją premierę 3 grudnia 2021 roku. EP-ka ta miała bardziej kontemplacyjne brzmienie niż to co prezentowała dotychczas w Blood Red Shoes. Wszystkie znajdujące się tam utwory skomponowała na gitarze akustycznej pomiędzy trasami koncertowymi w różnych studiach w Wielkiej Brytanii i Los Angeles, o czym mówiła: „Pomysł pisania na gitarze akustycznej był dla mnie czymś nowym, zawsze pisałam piosenki dla mojego zespołu, który ma bardzo ciężki charakter. Zrozumiałam, że pisanie w ten intymny sposób eksponuje mój głos i zmienia sposób pisania i śpiewania tekstów”. Sam minialbum opisywała następująco: „To tak naprawdę o pustce i porzuceniu, i o strachu przed pozostawieniem, by popadło w ruinę, tak jak te stare miasta”.
W 2022 roku Laura-Mary Carter mieszkała na powrót w Londynie. Po wydaniu solowej EP-ki, w 2022 roku wydała w duecie Blood Red Shoes kolejny album studyjny, Ghosts on Tape.
15 grudnia 2023 roku udostępniła specjalną wersję utworu Elvisa Presleya „Blue Moon” z udziałem przyjaciółki i współpracowniczki Holly Macve. O tej piosence powiedziały: „Obie jesteśmy wielkimi fanami Elvisa i wychowaliśmy się przy nim, co miało na nas wpływ zarówno pod względem wizualnym, jak i dźwiękowym”. Minialbum Time Is Forever, na którym znalazł się utwór „Blue Moon”, został wydany 2 lutego 2024 roku.
17 czerwca 2025 roku premierę miał jej nowy singel „Elvis Widow” wraz z teledyskiem do niego. Utwór ten zapowiedział jej debiutancki solowy album studyjny. W tym samym dniu zapowiedziano także trasę koncertową po Wielkiej Brytanii.

## Dyskografia

### Blood Red Shoes
- Box of Secrets(inne języki) (2008)
- Fire like This(inne języki) (2010)
- In Time to Voices(inne języki) (2012)
- Blood Red Shoes(inne języki) (2014)
- Get Tragic(inne języki) (2019)
- Ghosts on Tape(inne języki) (2022)

### Shit Girlfriend
- „Mummy's Boy / I Don't Wanna Die” (2017), PNKSLM Recordings
- „Dress Like Cher” (2019), PNKSLM Recordings

### Laura-Mary Carter
| Rok   | Tytuł               | Szczegóły                                                                  | Najwyższa pozycja na liście | Najwyższa pozycja na liście |
| Rok   | Tytuł               | Szczegóły                                                                  | UK Phys.                    | UK Indie                    |
| ----- | ------------------- | -------------------------------------------------------------------------- | --------------------------- | --------------------------- |
| 2021  | Town Called Nothing | - Data: 3 grudnia 2021 - Wydawca: Jazz Life - Format: CD, LP, CC, download | 97                          | 43                          |
| [ 3 ] | [ 3 ]               | [ 3 ]                                                                      | [ 32 ]                      | [ 32 ]                      |